# Каријес
Каријес (лат. Caries dentium) је хронично обољење тврдих зубних ткива које напредује прогресивно, центрипетално и доводи до разарања зуба. Његово порекло је вишеузрочно, а велика учесталост га убраја међу најчешћа обољења савременог човека. Каријес почиње на површини зуба (у 75% случајева на гризној површини) и то разградњом глеђи (деминерализацијом) и прогресивно продире у дубину и ширину захватајући остале структуре зубног ткива.

## Етиопатогенеза
Велики број општих и локалних, унутрашњих и спољашњих фактора се доводи у везу са настанком каријеса. У опште факторе се убрајају: раса, наследни чиниоци, животно доба појединца, пол, функција ендокриних жлезда, исхрана и сл. У локалне факторе спадају: микроорганизми, пљувачка, облик и распоред зуба, јатрогени фактори, лоша дентална хигијена итд.

## Теорије о настанку каријеса
Од идеје да црви узрокују труљење зуба, која се појавила 200 година п. н. е., па све до данас постоје бројне теорије о томе како настаје каријес. Једни сматрају да се узроци настанка каријеса налазе у самом зубу, док је према другима он условљен спољашњим факторима. Неке теорије за главне кривце настанка каријеса сматрају структурне или биохемијске дефекте у зубном ткиву, док други узроке налазе у локалним предиспонирајућим факторима средине. По једном схватању каријес почиње у органском матриксу глеђи, а по другом у неорганском делу.
На основу тога ове теорије се деле на ендогене и егзогене, у зависности од тога којим факторима ризика дају приоритетну улогу.

### Егзогене теорије настанка каријеса
Хемијско-паразитна ацидогена теорија. Ову теорију је формулисао Милер 1882. године и по њему каријес представља хемијско паразитно обољење које се састоји од две одвојене фазе (декалцификације или размекшавања ткива и растварања овог размекшаног остатка). Као непосредни узрочници сматрани су сви орални микроорганизми који могу да изазову кисело врење хране или учествују у разградњи беланчевина. Касније су Фоздик и Хачинсон допунили ову теорију сматрајући да је за почетак и напредовање каријесног процеса неопходна ферментација шећера у или испод зубног плака и стварање млечне и других киселина.
Протеолитичка или хемијско-паразитна алкална теорија. Према овој теорији каријес почиње и развија се у органском матриксу глеђи, а главни узрочници су протеолитички ензими који су активни у базној средини. Заговорници овог приступа сматрају да киселине не само да не изазивају каријес, већ стварају баријеру против његовог напредовања.
Протеолитичка теорија комплекса (теорија хелата). Ова теорија објашњава настанак каријеса истовременом разградњом минералне и органске компоненте тврдих зубних ткива. Протеолитички ензими микроорганизама растварају матрикс, а разградња апатита је резултат дејства органских хелата. То значи да каријес, према овој теорији, може настати и у киселој и у базној средини.

### Ендогене теорије настанка каријеса
Неуротрофичка теорија (Рисо-Дисел). Према овој теорији, каријес настаје као последица трофичких поремећаја у одонтобластима.
Трофобактеријска теорија (Фаржен-Фајол). По заступницима и ауторима ове теорије у настанку каријеса, поред трофичких поремећаја, значајну улогу игра и секундарно дејство бактерија.
Каријес обољење колагена (Шарпал и сарадници). Ова теорија каже да колаген може да се полимеризује и деполамеризује (изгради или разгради) под дејством ензима, хормона и других фактора. На тај начин они могу утицати и на појаву овог обољења.
Хипотеза фосфата. Према Чернеју каријес настаје услед биохемијских поремећаја у зубној пулпи, а манифестује се у глеђи и дентину. Ови поремећаји, по њему, настају под утицајем централног нервног система на метаболизам магнезијума и флуора зуба. Каријесни процес је, дакле, пулпогеног порекла и испољава се као поремећај у физиолошкој равнотежи између активатора и инхибитора фосфатаза у пулпи. Међутим, пошто се каријес јавља и на зубима са виталном пулпом, може се закључити да порекло ензима није из пулпе већ изван ње.
Теорија гликогена. Еџеди сматра да предиспозиција према каријесу настаје услед коришћења великих количина угљених хидрата у периоду развоја зуба, што има за последицу депоновање вишка гликогена и гликопротеина у зубне супстанце. То смањује отпорност зубних ткива на дејство бактерија и њихових продуката.
Органотропна теорија. Лајмгрубер сматра да каријес представља обољење целог зубног органа, а не локално оштећење тврдих ткива. Зуб при томе представља део биолошког система који се састоји од пулпе, тврдих зубних супстанци и пљувачке. Тврда зубна ткива, у овом биолошком систему, играју улогу мембране између крви и пљувачке, а органски и неоргански део дентина и глеђи је везан помоћу хомополарних веза. Сваки агенс способан да разгради поларну везу прекида равнотежу и изазива каријес.
Ни једна од побројаних теорија (а постоје и друге) не даје потпун одговор на сва питања која се намећу када је у питању етиопатогенеза каријеса. Према савременим схватањима, неким факторима се придаје већи значај, то су:
- структура и храпавост глеђи,
- зубни плак,
- својства пљувачке,
- угљени хидрати.

Профилометријска испитивања храпавости глеђи су показала да постоји разлика између храпавости површине глеђи између појединих зуба, али и између површина на једном зубу. Самим тим се објашњава постојање каријес предилекционих места на зубима (места где се он чешће јавља).
Зубни плак има велики значај, како у настанку каријеса, тако и у патогенези пародонтопатије. Он се састоји од десквамисаног епитела оралне слузокоже, микроорганизама и муцина (састојка пљувачке). Акумулација плака на површинама зуба, на којима је физиолошко самочишћење и чишћење помоћу четкице неефикасно, претходи каријесном процесу и прати га. Микроорганизмима који се налазе у плаку се посвећује посебна пажња, посебно кариогеним сојевима стрептокока (лат. streptococcus mutans, sangus). Својим биохемијским активностима оне врше разлагање угљених хидрата до простих киселина и синтетишу различите полисахариде (декстран, леван и амилопектин). Декстран са протеинима пљувачке ствара нерастворљиве преципитате који се припајају за зубну глеђ, стварајући на тај начин плак. Сматра се да са 1.000.000 стрептокока мутанс (лат. Streptococcus mutans) у милилитру пљувачке, сврстава пацијента у групу особа високог ризика за настанак каријеса, док број испод 250.000 карактерише групу ниског ризика.
Особине пљувачке које могу бити значајне за појаву каријеса су: брзина лучења, pH вредност, вискозитет, антимикробна својства, састав итд. Појачано лучење (преко 1 ml/min) сматра се повољним, док 0,7 ml/min чини доњу физиолошку границу. Такође pH вредност преко 5,5 (који иде према неутралном) представља повољан параметар за пацијента. Повећана концентрација соли калцијума и фосфора поспешује процес реминерализације, што значи да делује повољно. Садржај флуора је значајан из три разлога: он делује антимикробно, поспешује реминерализацију и чини глеђ отпорнијом.
На основу процене вредности свих поменутих параметара, свака особа може да се сврста у групу ниског, средњег и високог ризика за појаву каријеса. На основу тога треба планирати превентивне мере и реконструктивне захвате на зубима.

## Каријес имуна и предилекциона места
На основу запажања учесталости појаве каријеса на површинама зуба, дошло се до закључка да постоје места која су често нападнута каријесом и места на којима се он јавља веома ретко или никада. Прва група се назива каријес предилекционим, а друга група каријес имуним местима или површинама зуба. У предилекциона места спадају:
- јамице и фисуре на гризним површинама преткутњака и кутњака, на букалним странама доњих кутњака и оралним и букалним странама горњих кутњака, као и тзв. foramen coecum,
- апроксималне површине (на којима се често задржавају остаци хране и где је чишћење зуба отежано),
- врат зуба, односно гингивална трећина вестибуларне и оралне површине круне зуба.

## Класификација каријеса
Према локализацији каријесног процеса, он се дели на каријес јамица и фисура и каријес глатких површина. Блек је 1908. године на основу локализације сврстао каријесе у пет класа, на основу чега су касније настали чувени Блекови принципи препарације кавитета зуба.
На основу брзине еволуције каријесног процеса, он се дели на акутни и хронични.
Према начину ширења, каријес може бити подминирајући (који напредује у ширину) и пенетрирајући (који напредује у дубину).
У зависности од односа (близине) каријесног процеса према пулпи, разликује се каријес суперфицијалис или површински каријес (лат. caries superficialis), каријес медија (лат. caries media) и каријес профунда или дубоки каријес (лат. caries profunda). Ребел је дубоки каријес поделио на две групе: каријес профунда симплекс (лат. caries profunda simplex) (патолошки процес код кога се каријес максимално приближио пулпи, али постоји танак слој чврстог дентина између њих) и каријес профунда компликата (лат. caries profunda complicata) (где само слој размекшаног дентина штити пулпу од отварања).
У зависности од тога да ли се каријес јавља први пут на некој површини зуба или се јавља поново, разликује се примарни, секундарни и рецидивни каријес. Секундарни каријес се јавља око ивице постојеће испуне (пломбе), а рецидивни каријес се јавља као последица непотпуног уклањања оболелог дентина при збрињавању.
Према локализацији у односу на зубну супстанцу, разликује се каријес глеђи, каријес дентина и каријес цемента.

## Каријес глеђи
Глеђ је место где каријес зуба почиње. У почетној фази (иницијални каријес) на површини глеђи се запажа беличаста непрозирна мрља (замућење), која настаје услед хемијских и физичких промена у структури глеђи и процеса деминерализације. Структура глеђи (која је састављена од глеђних призми спојених интерпризматичном супстанцом) условљава начин ширења каријеса. У пределу фисура каријесни процес има мањи отвор а ширу базу, док на глатким површинама важи обрнут случај.
Према Густафсону, идући од дентина према површини глеђи разликује се шест зона:
- нормалан слој глеђи,
- зона 1 — слој хиперминерализоване глеђи,
- зона 2 — слој у коме су минералне материје растворене (нема кристалне структуре),
- зона 3 — слој са већом густином минерала,
- зона 4 — зона у којој постоји разградња глеђи, у којој су минералне материје растворене а почиње и деструкција органског матрикса,
- зона 5 — слој у коме су сви састојци глеђи разорени и постоји шупљина (кавитација).

## Каријес дентина
С обзиром на центрипетални карактер напредовања, каријес дентина је наставак каријеса глеђи. Овај патолошки процес може примарно да почне и у дентину (мада ретко), када је услед разних поремећаја дентин експониран у пределу врата зуба. Према Керебелу, никад није запажен примарни каријес испод интактне глеђи или цемента.
Када каријес доспе до глеђно-дентинског споја, даље напредовање иде у два правца: дуж глеђно-дентинске границе и вертикално у правцу пулпе. Сам каријесни процес знатно брже напредује у дентину, што је условљено његовом грађом. На основу изгледа дентина испод каријесне лезије Фурер је описао шест зона, идући од пулпе према каријесном процесу:
- зона масне дегенерације или зона виталне реакције, у којој настаје замућење дентина као последица поремећеног метаболизма у Томасовим влакнима,
- зона транспаренције, где долази до јачег таложења калцијумових соли као врста одбрамбене реакције,
- зона замућења, што је последица процеса деминерализације,
- зона бактерија пионира, где је замућење још јаче изражено а у дентинским каналићима се налазе микроорганизми,
- зона размекшања, коју карактерише јака деминерализација и одсуство Томасових влакана и
- зона распадања, слој у коме су промене најјаче изражене и у коме настаје шупљина испуњена распаднутим продуктима.

## Каријес цемента
Каријес цемента настаје после повлачења гингиве (слузокоже) у пределу врата зуба, што може бити последица патолошких процеса или физиолошка појава. У току каријесног процеса долази до деминерализације неорганске компоненте и протеолизе органског дела, слично каријесу дентина. За разлику од њега, каријес цемента напредује брзо у ширину.

## Реакције у пулпи
Испод каријесне лезије пулпа је изложена разним надражајима (механичким, термичким, хемијским и инфекционим). На поменуте надражаје она реагује различито, зависно од интензитета и природе надражаја као и од њене индивидуалне одбрамбене способности. У случају споријег напредовања каријеса пулпа ствара терцијарни дентин испод каријесне лезије. Међутим, у случају бржег развоја патолошког процеса, ова дентиногена реакција изостаје и долази до запаљењске реакције и бола.

## Каријес код деце
Код деце постоје три животна доба у којима постоји повећана предиспозиција за развој каријеса: рано детињство (од рођена до треће године живота), време мешовите дентиције — присуство млечних и сталних зуба (од 7 до 10 године) и пубертет због хормонских и психосоматских промена и слабије оралне хигијене.

## Дијагностика
Као и код других обољења, каријес се дијагностикује на основу објективног налаза, анамнестичких података и обављених дијагнозних тестова.
Преглед се обавља директном или индиректном инспекцијом (помоћу огледалцета), испитивањем површине зуба стоматолошким сондама, помоћу конца и просветљавањем. Значајна су и субјективна запажања пацијента, као нпр. осетљивост зуба на разне надражаје (дентински синдром или дентиналгија), осећај бола и сл. Осим тога користе се и рендгенски снимци појединих зуба, група зуба или читаве вилице.

## Лечење
Према фазама лечења, лекови који се користе за третман каријеса зуба се деле на оне који чисте кариозно место и оне који служе за испуну кавитета зуба. Средства за пуњење кавитета могу бити привремена и трајна. Кариозно место се чисти механички и помоћу дезинфицијенаса и антисептика. Ови препарати се називају и одонтоантисептицима и према механизму дејства и хемијској структури се деле на: 
- алкохоле и алдехиде (етил-алкохол, формалдехид),
- феноле (хлорфенол, парахлорфенол, трикрезол, фенолни депо-антисептици),
- оксидациона средства (водоник-пероксид, калијум-перманганат),
- хлор и препарате хлора (хлорни креч, натријум-хипохлорид, хлорхексидин),
- јод и препарате јода (етанолни раствор јода, јодоформ),
- етарска уља (еугенол, ментол, тимол),
- детерџентна средства (сапуни, бензалконијум хлорид),
- препарате сребра и живе (сребрни нитрат, сребрни амалгам) и
- остала средства.[5]

## Превенција
Резултати савремених научних истраживања указују на повећану опасност за опште здравље организма узроковану хроничним болестима зуба и десни.
Превенција настанка каријеса, без обзира на деценије рада уложене у истраживања, још увек је озбиљан јавноздравствени проблем. Мултикаузална узрокованост болести, што је основно обележје каријеса, представља и основни проблем његове ефикасне превенције, пре свега због немогућности примене једног средства које ће осигурати високовредан превентивни учинак.
Добра и правилна хигијена, уз правилну исхрану су основни предуслов за спречавање појаве каријеса на зубима. Такође, данас постоје и различита превентивна средства која се грубо могу поделити на: флуориде и антимикробна средства.

### Хигијена
Лична хигијена се састоји од правилног и свакодневног прања зуба и коришћења зубног конца. Сврха оралне хигијене је смањење количине патолошких агенаса у устима, а основни циљ је уклањање и спречавање формирања зубног плака, који се углавном састоји од бактерија. Са порастом количине денталног плака, расте и подложност зуба каријесу, лошем задаху и сл. Четкица за зубе може да уклони плак са скоро свих површинама зуба, изузев у интерденталним просторима. За уклањање остатака хране и денталног плака из ових простора, користи се зубни конац, како би се спречио интерпроксимални каријес. Такође се могу користити и интерденталне и сулкуларне четкице, испирачи и водице за уста (колуторији).
Професионална хигијена се састоји у редовним стоматолошким прегледима и чишћењима. С времена на време, потребно је подвргнути се чишћењу зуба које ће извршити стоматолог или стоматолошки техничар. На редовним прегледима, такође се може урадити и радиографија зуба у циљу откривања појаве и развоја каријеса у зонама високог ризика.

### Исхрана
За здравље зуба, битна је учесталост а не количина унесеног шећера. Шећер и други угљени хидрати у устима чине да бактерије производе киселине које доводе до деминерализације глеђи, дентина и цемента. Што су зуби чешће изложени овом окружењу, подложнији су настанку каријеса. Стога, од важности је смањити конзумирање хране између оброка, тзв. „грицкање“, с обзиром да су онда зуби стално изложени дејству киселина које луче бактерије у устима.
Такође треба избегавати жилаву и лепљиву храну (као што су суво воће и слаткиши), јер та врста хране се лепи за зубе. Препоручљиво је прати зубе после сваког јела. Што се деце тиче, Америчка стоматолошка асоцијација и Европска академија за дечју стоматологију (енгл. European Academy of Paediatric Dentistry) препоручују ограничење и контролу конзумације освежавајућих пића која садрже шећер, и избегавање давања флашице детету током сна.
Нека истраживања су утврдила да млеко и неке врсте сирева као чедар, доприносе пропадању зуба ако се зуби не оперу одмах по конзумирању ових производа. Такође, жвакаће гуме које садрже ксилитол (шећер из дрвета) широко се примењују ради заштите зуба у многим земљама, нарочито у финској индустрији слаткиша. Ксилитол смањује количину зубног плака, вероватно зато што бактерије не могу да га користе на исти начин као обичан шећер. Такође је познато да жвакање и стимулација рецептора укуса на језику повећавају произвођење пљувачке која садржи природне агенсе за спречавање опадања pH у устима на ниво на коме се глеђ може деминерализовати.

### Флуориди
Основни облици примене флуорида су локална (топикална) и системска (ендогена). Топикални флуориди се деле на анорганске и органске препарате. Главни представници анорганских препарата су натријум-флуорид, монофлуорфосфат, коситрени флуориди и закисељени препарати флуора (APF), док је од органских најистакнутији аминфлорид у различитим формулацијама. Топикални флуориди утичу на:
- смањење растворљивости тврдих зубних ткива у киселом медију зубног плака („јачање“ глеђи),
- унапређивање (убрзавање) реминерализације каријесне лезије,
- ензимску инхибицију унутар плака током гликолизе (редукција стварања киселина),
- ометање синтезе интра и екстрацелуларних полисахарида,
- бактериостатски, условно бактерицидни учинак и
- смањење вискозитета пљувачке.

Флуор се данас најчешће примењује у облику паста за зубе, воде за испирање уста, раствора, гелова, лакова, а у новије време се користе и жвакаће гуме, справе за отпуштање флуорида (енгл. fluoride releasing devices) и ресторативни материјали.

### Антимикробни препарати
Ова средства хемијским путем контролишу ниво бактеријске флоре у усној шупљини и на тај начин превенирају најчешће инфективне болести усне шупљине, зубни каријес и болести пародонта. Антимикробна средства се деле на: оралне антисептике и вештачке заслађиваче.
У оралне антисептике се убрајају средства као што су: хлорхексидин, хексетидин, триклосан, препарати на бази јода (поливидон-јод) и препарати на бази етеричних уља. Вештачки заслађивачи су помоћна средства за превенцију каријеса, али данас заузимају све значајније место. Најпознатији међу њима су: ксилитол, сорбитол, манитол, аспартам и др.